# Christa Winsloe
Christa Winsloe (Darmstadt, 23 december 1888 - 10 juni 1944) was een Duitstalig schrijfster en beeldend kunstenaar. Zij is het best bekend als de auteur van het toneelstuk Gestern und heute (1930) waarop de twee verfilmingen van Mädchen in Uniform zijn gebaseerd (Mädchen in Uniform van 1931 en Mädchen in Uniform van 1958).
Zij was openlijk lesbisch en leidde daardoor een leven dat tegen de verwachtingen van haar familie en de sociaal maatschappelijke normen inging. Dit wordt weerspiegeld in haar werk, waarin seksuele identiteit, de positie van mannen en vrouwen en genderrollen centraal staan. Haar boeken en toneelstukken gaan over vrouwen die zich weigeren te conformeren. 

## Leven en werk
Winsloe was dochter van een Duits legerofficier en werd na de dood van haar moeder opgevoed in een internaat. In plaats van te trouwen met een legerofficier, wat min of meer van haar verwacht werd, besloot ze als beeldhouwer carrière te gaan maken. 
In 1913 trouwde ze met de Hongaarse baron Lajos Hatvany, waardoor ze de Hongaarse nationaliteit verwierf. Tijdens dit huwelijk schreef ze haar eerste, nooit gepubliceerde roman, getiteld Das schwarze Schaf (vert. Het zwarte schaap). Het verhaal gaat over een meisje dat zowel op school als in haar carrière als kunstenaar een buitenstaander is en alleen door met de juiste man te trouwen sociale goedkeuring weet af te dwingen. Het huwelijk is niet van lange duur. Van Hatvany ontvangt ze na de scheiding een royale toelage, waardoor ze een financieel onafhankelijk leven kan leiden.
In de jaren twintig woont Winsloe in Wenen en later in Berlijn, waar indertijd een bloeiende lesbische subcultuur bestond. Ze schreef onder andere Männer kehren heim (vert. De mannen komen thuis), over een meisje dat zich tijdens de Eerste Wereldoorlog uit zelfbescherming als man kleedt. Haar echte doorbraak komt met het toneelstuk Gestern und heute (1930) over het kostschoolmeisje Manuela von Meinhardis dat verliefd wordt op haar lerares Fräulein von Bernburg. Het stuk werd verfilmd in 1931 door Leontine Sagan met in de hoofdrollen Dorothea Wieck en Hertha Thiele. In 1958 verscheen een remake van de hand van Géza von Radványi. Lilli Palmer en Romy Schneider spelen hierin de hoofdrollen.
Begin jaren dertig had Christa Winsloe een relatie met de Amerikaanse journaliste Dorothy Thompson, die stukliep omdat Thompson zich niet prettig voelde bij de lesbische levensstijl en Winsloe geen werk kon vinden in de States. Winsloe keerde terug naar Europa en was tijdens de Tweede Wereldoorlog in Zuid-Frankrijk actief in het verzet. In het huis dat ze deelde met haar partner Simone Gentet, hield ze zelfs onderduikers verborgen. In juni 1944 werden beide vrouwen doodgeschoten door Fransen die later beweerden in opdracht van het verzet te hebben gehandeld. De zaak is nooit geheel duidelijk geworden.